# 24778 Немсу
24778 Немсу (24778 Nemsu) — астероїд головного поясу, відкритий 24 травня 1993 року.
Тіссеранів параметр щодо Юпітера — 3,816.